# 北海道道224号芦別赤平線
北海道道224号芦別赤平線（ほっかいどうどう224ごう あしべつあかびらせん）は、北海道芦別市と赤平市を結ぶ一般道道（北海道道）である。

## 概要

### 路線データ
- 起点：北海道芦別市常磐町（北海道道4号旭川芦別線交点）
- 終点：北海道赤平市幌岡町（国道38号交点）
- 路線延長：12.5km（総延長）

## 歴史
- 1957年（昭和32年）3月30日 114号として路線認定[1]。
- 1994年（平成6年）10月1日 路線番号を224号に変更[2]。
- 2009年（平成21年）4月1日 一部区間を赤平市に移管。

## 路線状況

### 重複区間
- 赤平市百戸町東1丁目 - 赤平市本町1丁目（国道38号）

## 地理
空知川右岸（北岸）沿いに進む。左岸の国道38号とは川を隔てて並走する。赤平市百戸町東付近より、国道38号赤平バイパスと重複する。同市豊里で左折し（国道と重複）、空知川を渡ってJR赤平駅前で右折する（重複解除）。そこから終点までは国道より降格した区間である。

### 通過する自治体
- 空知総合振興局
  - 芦別市
  - 赤平市

### 交差する道路
芦別市
- 北海道道4号旭川芦別線 - 常盤町（起点）

赤平市
- 国道38号 - 百戸町東1丁目、本町1丁目、幌岡町（終点）

### 沿線にある施設など
赤平市
- JR北海道 根室本線 赤平駅 - 美園町
- 赤平泉町郵便局 - 泉町1丁目3-7
- 赤平市役所 - 泉町4丁目1-1
- 文京簡易郵便局 - 西文京町4丁目1-13
- 赤平市立赤平中学校 - 東文京町4丁目6